# Vårberg
Vårberg är en stadsdel i Söderort inom Stockholms kommun. Den gränsar till stadsdelen Skärholmen i öster, till kommundelarna Vårby i Huddinge kommun i söder och mot Mälaren i nordväst. Arealen är 194 hektar land och 65 hektar vatten.

## Historia

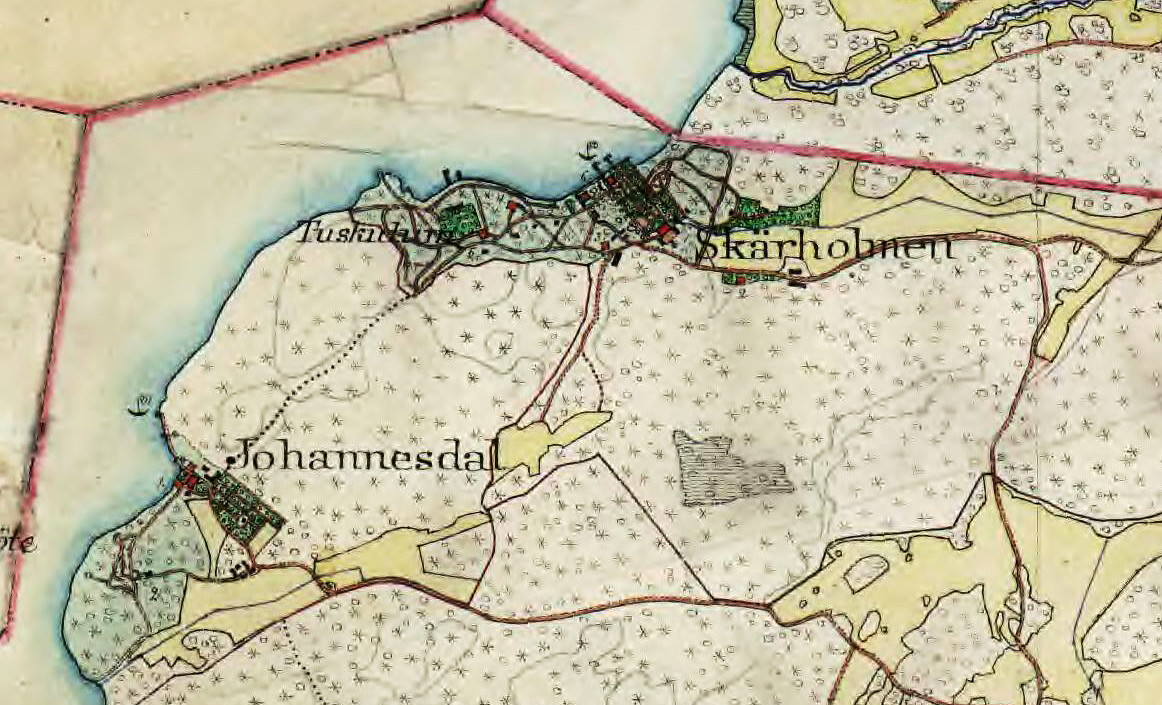
Området Johannesdal omkring år 1900.

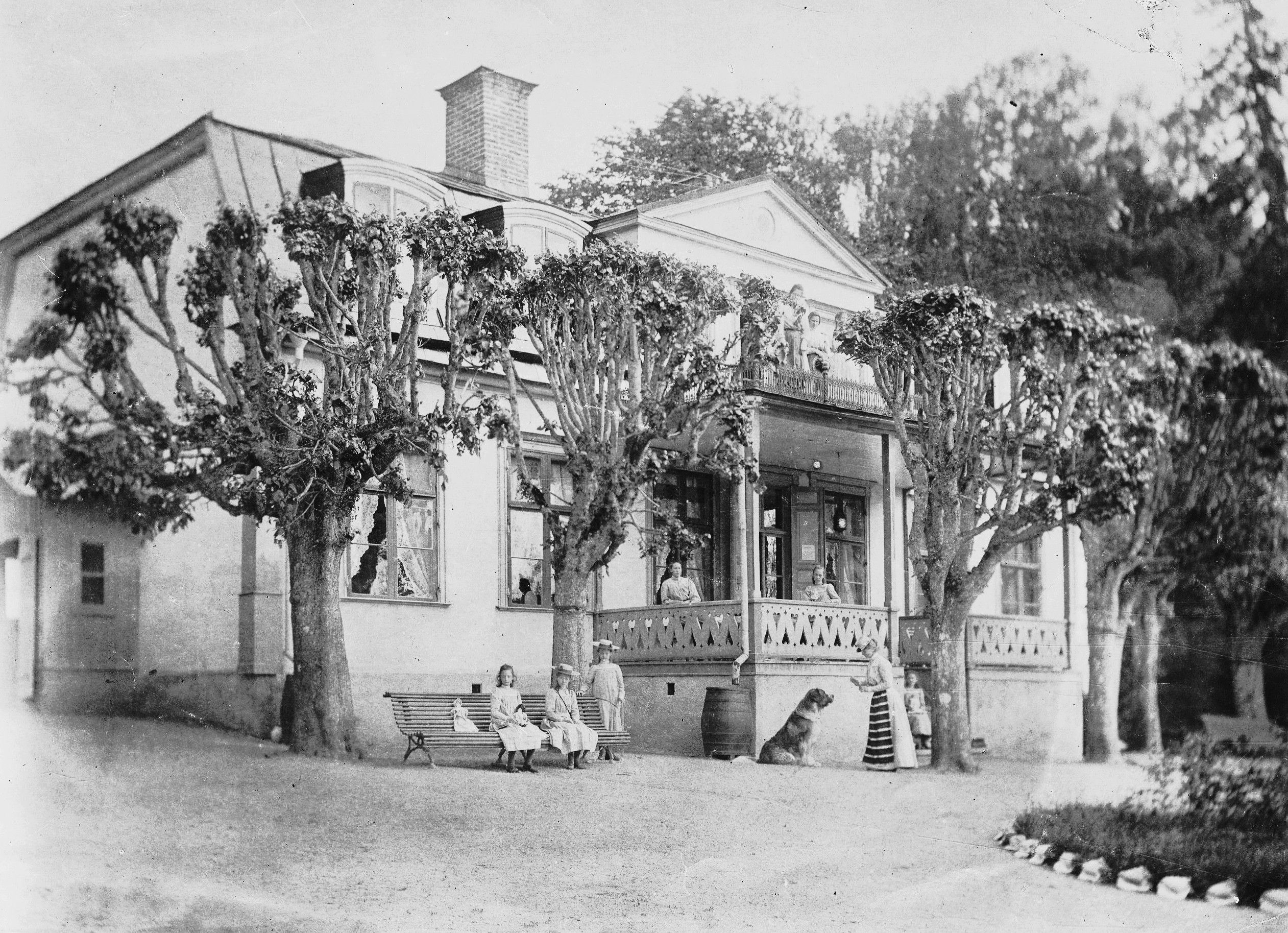
Johannesdals gård år 1900.

Området Vårberg har varit bebott i mer än 4 000 år och det finns lämningar från stenåldern. Under en arkeologisk utgrävning i Vårberg har keramik av neolitiskt karaktär, det vill säga fynd från perioden mellan jägar- och samlarsamhället och ett mer bofastsamhälle, grävts fram. Även gravmaterial från yngre järnåldern samt romerska järnåldern har påträffats.   
Vårberg tillhörde tidigare Vårby gård i nuvarande Huddinge kommun. På 1600-talet hade gården ett tegelbruk här, vilket senare kom att bli ett torp med namnet Bleket. På 1790-talet byggde sidenvävaren Jakob Jakobsson Hoving om torpet till sommarnöjet Johannesdal och den ännu bevarade herrgården uppfördes. På 1860-talet avstyckades det från Vårby gårds ägor.
Området som idag kallas för Vårberg var på 1960-talet en bit landsbygd vid Mälarens strand i utkanten av Stockholm, då bebyggelsen bestod av ett par torp och ett fåtal sportstugor från 1930-talet.  Detta ändrades med generalplanen från 1952 som föreslog att bygga tre nya bostadsområden på vad som då kallades Sätraegendomarna och tillhörde Huddinge kommun. Vårbergs gestaltning konkretiserades i regionalplanen 1958 och inkorporerades med Stockholm den 1 januari 1963. Området var då obebyggt, med undantag för de fritidsstugor som byggts under 1930-talet i Johannesdal. 

### Stadsdelen växer fram
Vårberg fick sitt namn 1961 och dess namngivare var Stockholms namnberedning. Namnet är i sig nytt men hämtade inspiration från vikingatidens så kallade Vårdberg (Vikingaberget) vars funktion var bland annat en spaningsplats efter annalkande fientliga skepp där man tände så kallade vårdeldar. Det närliggande området kring godset Vårby nämns första gången år 1381 och då i relation till dess skyddande funktion av handelsplatsen Birka. 
Generalplanen för Skärholmen och Vårberg (Pl. 5010) utarbetades av Stockholms stadsbyggnadskontor och fastslogs 1963. Mellan 1965 och 1968 upprättades sedan 14 stadsplaner för lika många delområden. Bakom planeringen stod bland andra arkitekterna Josef Stäck, Igor Dergalin och Torsten Westman. Samtidigt bebyggdes området med hyreshus och radhus, samt en centrumanläggning som ritades av arkitekt Hack Kampmann. Sommarstugeområdet Johannesdal förvandlades successivt till ett villaområde. Än idag finns några enstaka sportstugor kvar.
En av de stora aktörerna var Svenska bostäder som 1965 började bygga 342 lägenheter i södra Vårberg. Terrängen var starkt kuperad och därför valde man att bygga en typ av sammankopplade punkthus för att kunna utnyttja terrängen rationellt. På så sätt kom området att bestå av 20 parvis sammankopplade punkthus.

## Stadsbild

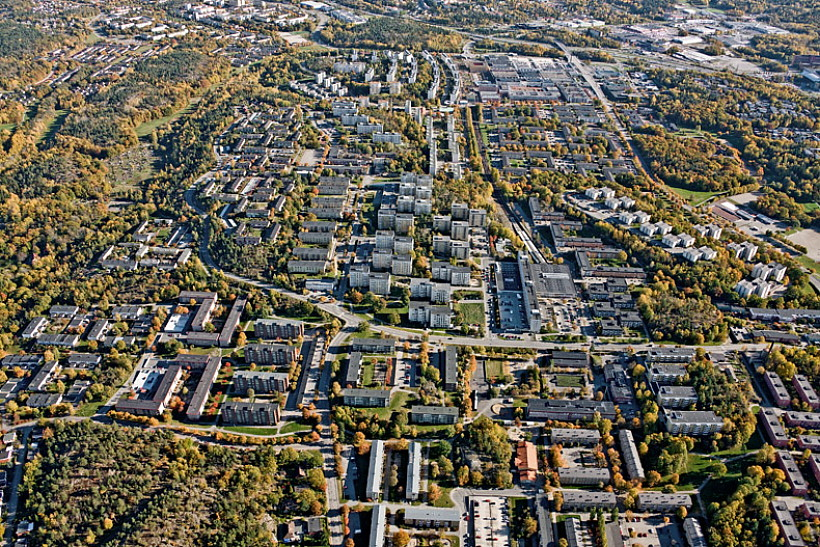
Vårberg i förgrunden, Skärholmen i bakgrunden, vy mot ost, 2010.

En stor del av bebyggelsen i Vårberg är en del av det så kallade miljonprogrammet. Vårberg följer, vad gäller trafikapparat och grundstruktur, i stort sett mönstret för hur efterkrigstidens förortssamhällen planerats. De skulle bilda sociala enheter som kunde liknas ett band av småstäder som, i Stockholms fall, uppfördes längs tunnelbanan (se Stadsplanering i Stockholm). Terrängen och möjligen även den stora andelen privata byggherrar har dock gett stadsdelen en speciell karaktär. 
Bostadsområdena är många och små, med sinsemellan väldigt olika gestaltning. Arkitekturen i Vårberg är väsentligt djärvare och bitvis mycket mer internationellt orienterad än den i grannförorterna Bredäng, Sätra och Skärholmen. Då området Vårberg är starkt kuperat planerades och utformades den nya stadsdelen med tanken om att den tillförda bebyggelsen skulle “förstärka landskapets karaktär” med höga hus på områdets högre delar och låghus i de lägre delarna. Fram till 1972 var Vårberg tunnelbangrenens slutstation, vilket ändrades i och med förlängningen till Fittja och senare till Norsborg under 1980-talet.
Under 2010-talet har det pågått- och pågår förtätningar och förnyelseprojekt i stadsdelen i enlighet med den regionala översiktsplanen RUFS 2010 och den markanvändning som där förespråkas för att skapa boende  åt en växande befolkning. Centrumbyggnaden står inför renoveringar, liksom många flerfamiljshus i stadsdelen. Under 2015 och 2016 planerar olika fastighetsägare att rusta upp det befintliga bostadsbeståndet och ett flertal nyproduktionsprojekt är planerade. En av de berörda fastighetsägare som är involverade i nybyggnationen är blanda annat Svenska bostäder.
Fokus Skärholmen är ett stadsutvecklingsprojekt som kommer att omfatta stadsdelarna Bredäng, Sätra, Skärholmen och Vårberg. Målet med projektet är att bygga 4000 bostäder fram till 2030 och ska stärka stadsdelarnas utbud av bostäder, service, arbetsplatser, mötesplatser och grönområden.

### Vårbergs vägnamn

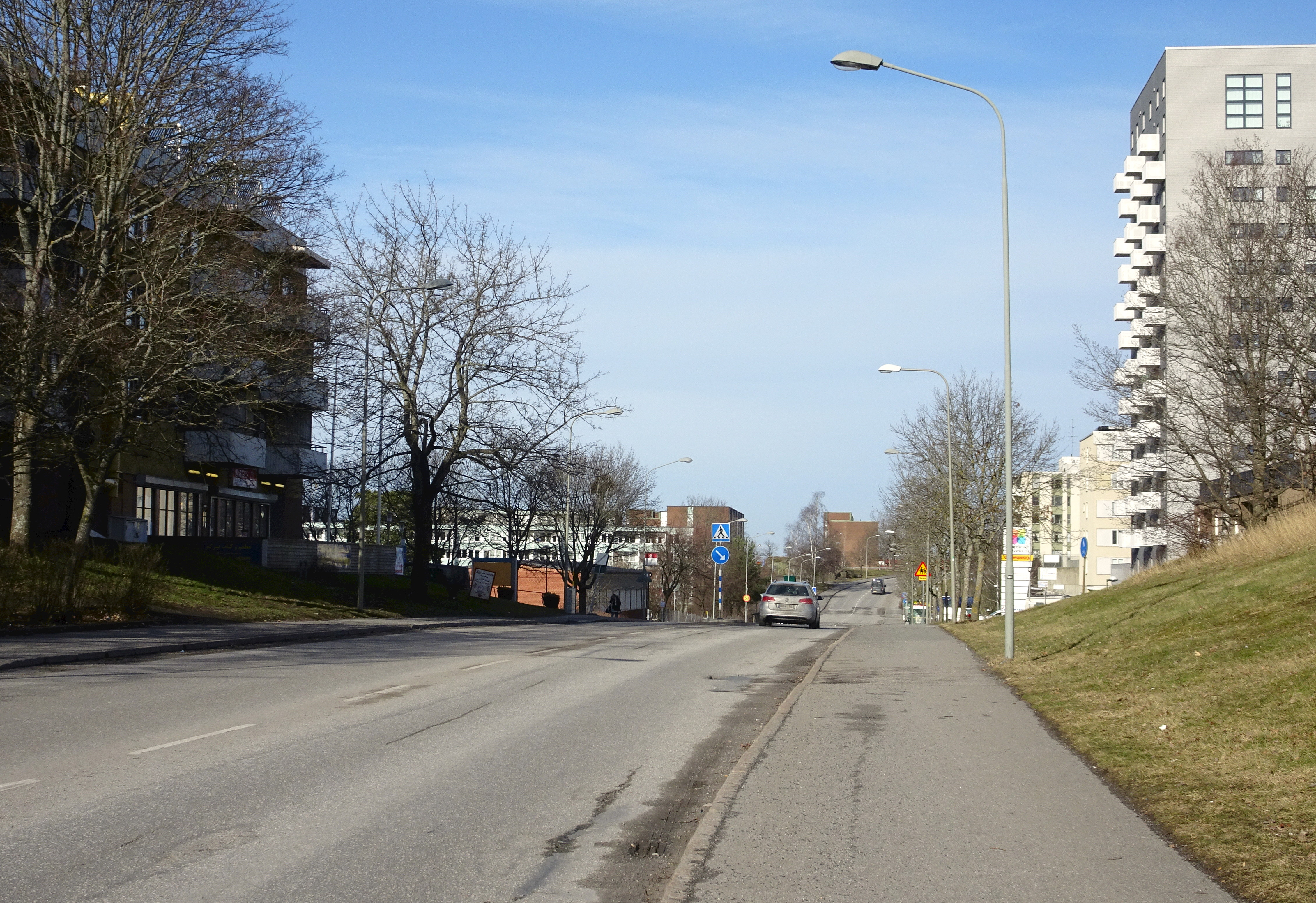
Vårholmsbackarna strax söder om Vårberg centrum och Vårbergsskolan.

Vårbergs vägnamn fastställdes huvudsakligen i samband med stadsplaneringen under 1960-talet. Vårbackavägen fick sitt nuvarande namn 1967 och hette 1947 Vårbergsvägen då området fortfarande hörde till Huddinge. Förleden ”Vårberg-” återkommer i bland annat Vårbergsgången, Vårbergsplan, Vårbergstorget och Vårbergsvägen som är huvudleden genom området.
Äldre vägnamn som Estbrötevägen och Fiskarfjärdsvägen skapades 1948 under Huddinges tid och bibehölls vid namngivningen 1963. Peterséns väg vid Johannesdals gård påminner om grosshandlaren och filantropen Fredrik Petersén som efter 1865 ägde Johannesdals gård tillsammans med sin dotter Dorothea (1849-1917). Även hon fick en väg uppkallad efter sig. Peterséns väg fick sitt nuvarande namn 1963 medan Doroteavägen namngavs redan 1948.
Flertalet vägnamn hör till kategorin ”ortnamn på -holm”, bland dem Båtholmsbacken, Ekholmsvägen, Lammholmsbacken, Norrholmsgränd, Rönnholmsgränd, Storholmsbacken, Svanholmsvägen, Vårholmsbackarna, Ängholmsgränd och Örnholmsbrinken. Samtliga fick sina namn mellan 1965 och 1968.

### Vårberg centrum

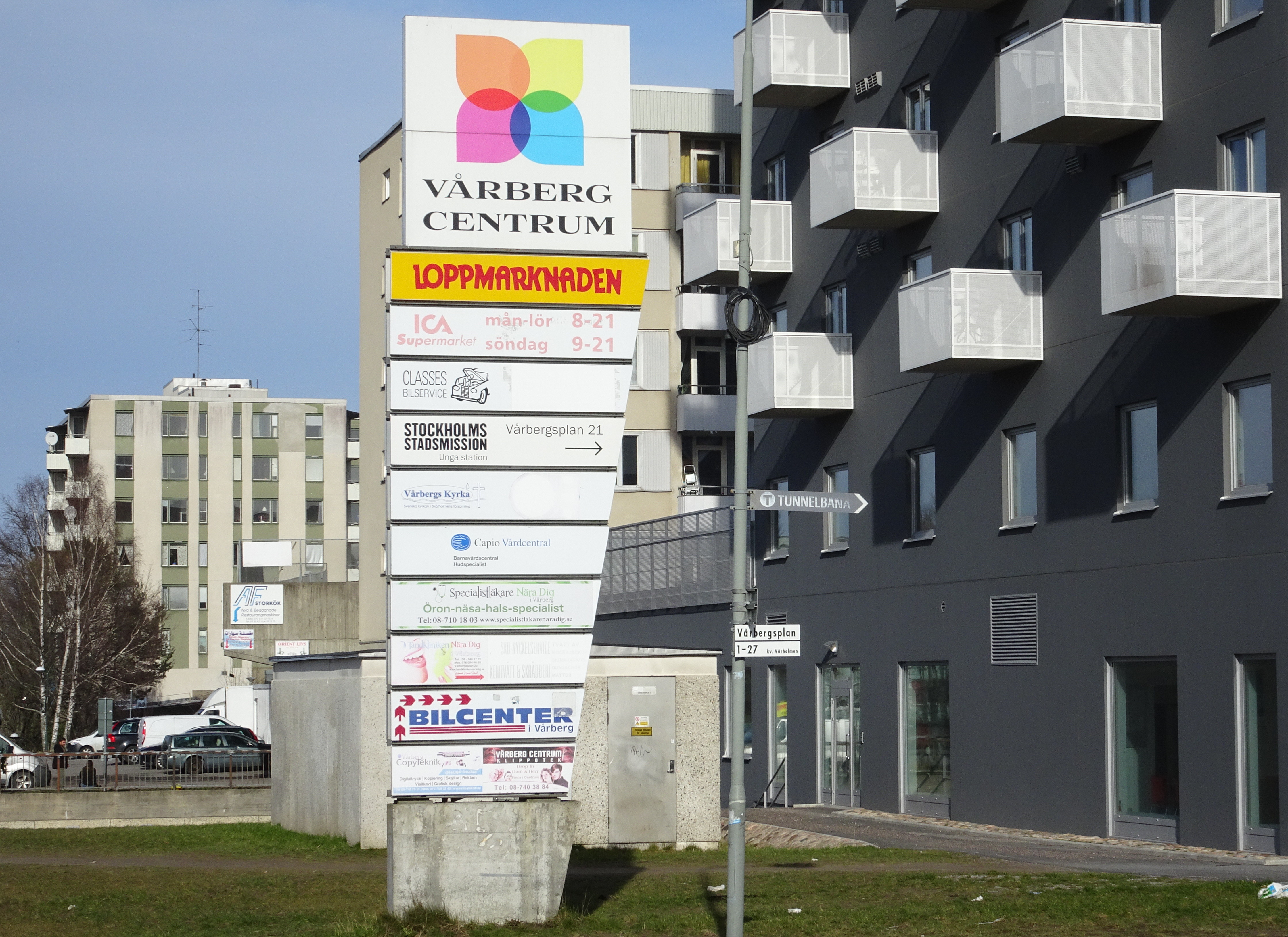
Infart och skylt Vårberg centrum.

Vårberg centrum byggdes av det privata bolaget BGB i Stockholm AB och invigdes i september 1968. Den ursprungliga stadsplanen för centrumanläggningen ändrades på initiativ av danskfödde arkitekten Hack Kampmann som var byggherrens arkitekt. Vårbergs centrum utgörs av ett stort inomhustorg med södergavel i glas, integrerad tunnelbanestation och ett långt, sex våningar högt skivhus som skär igenom anläggningen. I direkt anslutning finns även busslinjerna 914 och 135, som går mellan Skärholmen och Vårbergs sjukhem samt Hägersten och Vårbergs centrum. 
Den för Stockholm unika centrumanläggningen är gestaltad i en internationell modernistisk stil. Handeln skulle ske på en och samma plats och framkomligheten var anpassad till att köpcentret enkelt skulle nås med bil, buss eller tunnelbana . Fastigheten (Vårholmen 4) är grönklassad av Stadsmuseet i Stockholm vilket innebär "bebyggelse som är särskilt värdefull från historisk, kulturhistorisk, miljömässig eller konstnärlig synpunkt".
I Vårberg centrum fanns från början det vanliga utbudet av butiker, restauranger och filialer av större affärskedjor. Men utbudet har minskat betydligt under 2000-talet med många byten av ägare till Vårbergs centrum. Proxin fastigheter AB blev 2018 den femte ägaren sedan 2011. Några av de tidigare ägaren var Realia, Kungsleden, Keops, Kefren, D. Carnegie & Co, Stendörren och Agora.
Elever från Söderholmsskolan smyckade Vårberg centrum 2013. Detta efter att Boendedialogens undersökning kommit fram till att Vårbergsborna ville ha mer konstutsmyckning i området. 
År 2017 färdigställdes ett 14 våningar högt punkthus intill Vårholmsbackarna och väntas utgöra ett nytt landmärke för området. I huset, som ritades av Scheiwiller Svensson Arkitektkontor, finns 79 lägenheter, de flesta är mindre. Några större etagelägenheter ligger högst upp. I byggnaden ryms också en förskola på 900 kvadratmeter.

### Vårbergs sjukhem
Vårbergs sjukhem (före detta Vårbergs sjukhus) ligger vid Vårbergsvägen 63. Anläggningen i kvarteret Svanholmen uppfördes under slutet av 1960-talet efter ritningar av arkitekt Ervin Pütsep och är en typisk och välbevarad representant för det begränsade antal annexsjukhus för långvård som uppfördes i Stockholms ytterstad under andra halvan av 1960-talet. Sjukhuset var Vårbergs enda större arbetsplats. Fastigheten är grönmärkt av Stadsmuseet i Stockholm vilket innebär att bebyggelsen anses vara ”särskilt värdefull från historisk, kulturhistorisk, miljömässig eller konstnärlig synpunkt”. För närvarande (2020) pågår arbeten med en detaljplan vilken bland annat medger ny bostadsbebyggelse i anslutning till samt skolverksamhet i den tidigare sjukhusbyggnaden.

### Kulturella mötesplatser

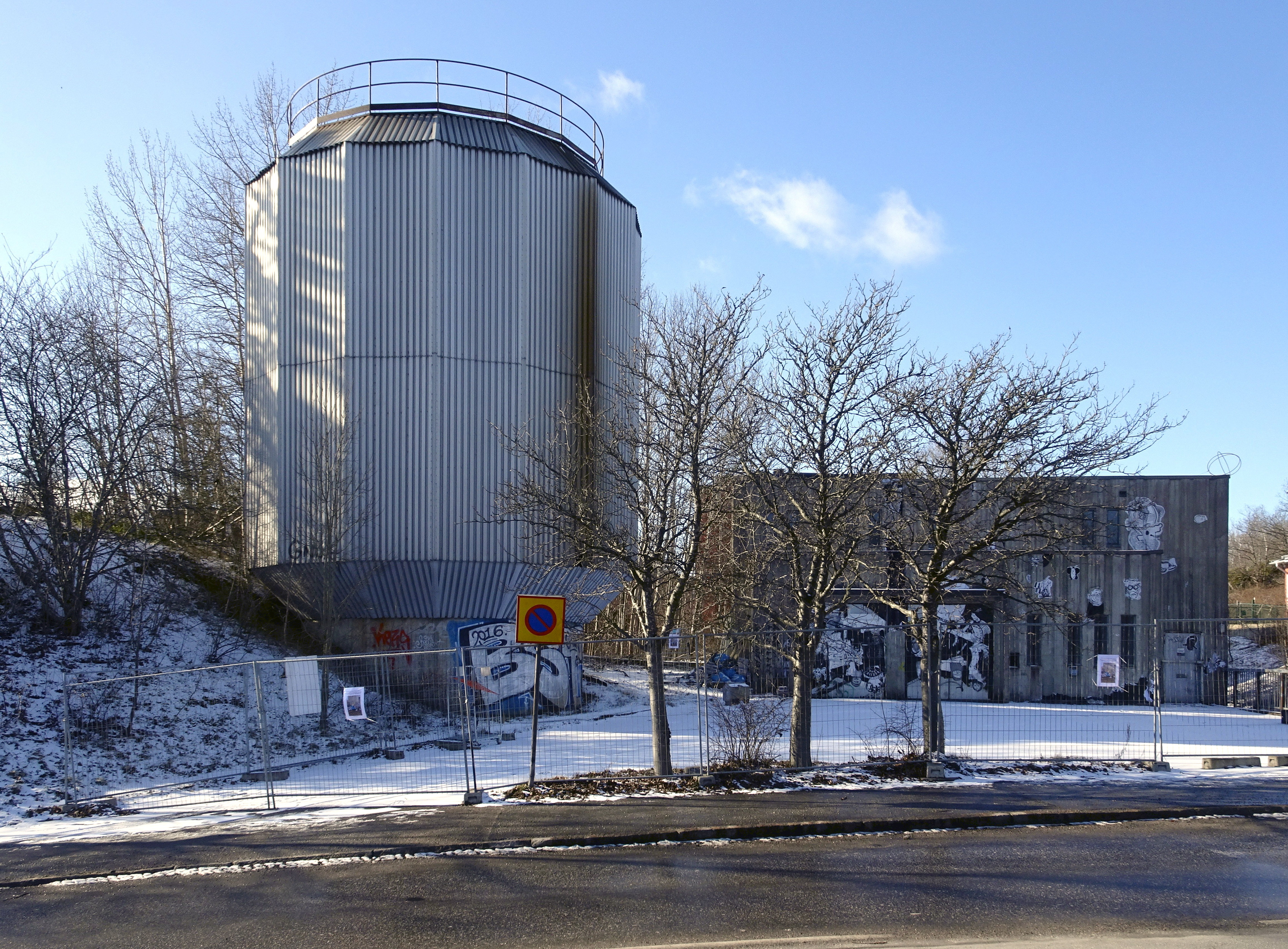
Konsthallen Kummelholmen.

År 2013 kontaktades konstnären Torbjörn Johansson och konstsamlaren Jan Watteus av arkitektfirman Urban Design som genom Fortum ville diskutera ett eventuellt övertagande av en nedlagd panncentral i Vårberg. Förslaget föll i god jord och i november 2015 ägde kulturcentret Kummelholmens första utställning rum. Ambitionen är att Kummelholmen ska erbjuda en kulturell mötesplats med både lokal, nationell och internationell anknytning. Fredrik Wretman är en av de konstnärer som ställt ut på Kummelholmen, utställningen "Monogram" hölls i maj 2016.

### Park och grönområden

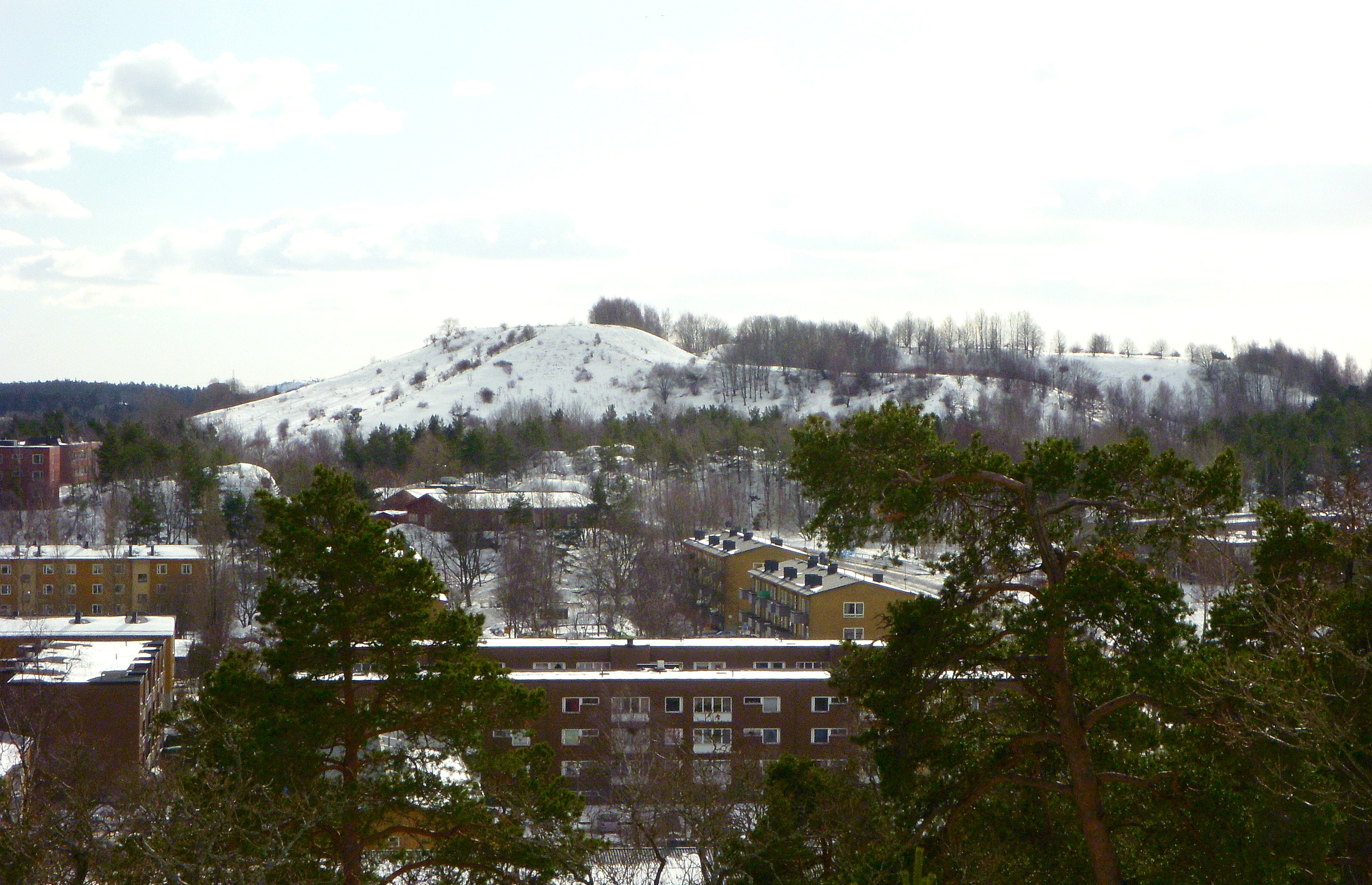
Vårbergstoppen sedd från Vikingaberget.

Mellan Vårberg och Sätra ligger Sätraskogens naturreservat. Sommaren 2006 inrättades friområdet som naturreservat och området innehåller öppna ängar, ekbackar och gammal granskog. Genom naturreservatet från Liljeholmen till Vårberg sträcker sig en strandpromenad utmed Mälarens strand. Promenadstigen bjuder på utblickar över Östra Mälaren mot Kungshatt och Ekerölandet samt över Fiskarfjärden.
Den högsta naturliga punkten i Stockholms kommun finns i Vårberg, nämligen Vikingaberget som når 77,24 meter över havet. Strax intill ligger den 90 meter höga, konstgjorda Vårbergstoppen. Från toppen kan man vid klart väder se en stor del av Stockholmstrakten. Från södra höjden har man en god vy över Mälaren. På Vårbergstoppen genomförs regelbunden fågelskådning och räkning av fåglar av både enskilda fågelskådare och i Stockholms ornitologiska förenings regi.  Stockholms stad lät 2019-2021 upprusta Vårbergstoppen för att göra om den till en stadspark.

### Tunnelbanestationen
Vårberg har sedan 1967 en station på Stockholms tunnelbana. Konstnärlig utsmyckning med mosaiktavlor föreställande händer av konstnären Maria Ängquist Klyvare utfördes 1996.

## Skolor
- Västerholms friskola.[17]
- Olivträdet Skola & Förskola ekonomisk förening.
- Söderorts vuxengymnasium och Alla Nationers Fria Skola (se f.d. Vårbergsskolan).
- Söderholmsskolan.[18]
- Internationella Engelska Skolan i Sverige.

Nedlagda skolor:
- Storholmsskolan, uppförd 1967, nedlagd 1997 ombyggd till bostäder.[19]

## Kyrkor och församlingar i Vårberg
Vårbergs kyrka, som tillhör Skärholmens församling (Svenska kyrkan), invigdes 1995 och ligger i Vårbergs centrum. Vårbergs kyrka är Stockholms stifts minsta kyrka.
Strax ovanför Vårbergs tunnelbanestation finns även Heliga Konstantin och Helenas ortodoxa församling. 1994 köpte de ett nedlagt daghem som sedan dess förvandlats till ett permanent hem för församlingen.

## Bilder, bebyggelsen (urval)

Offentliga byggnader
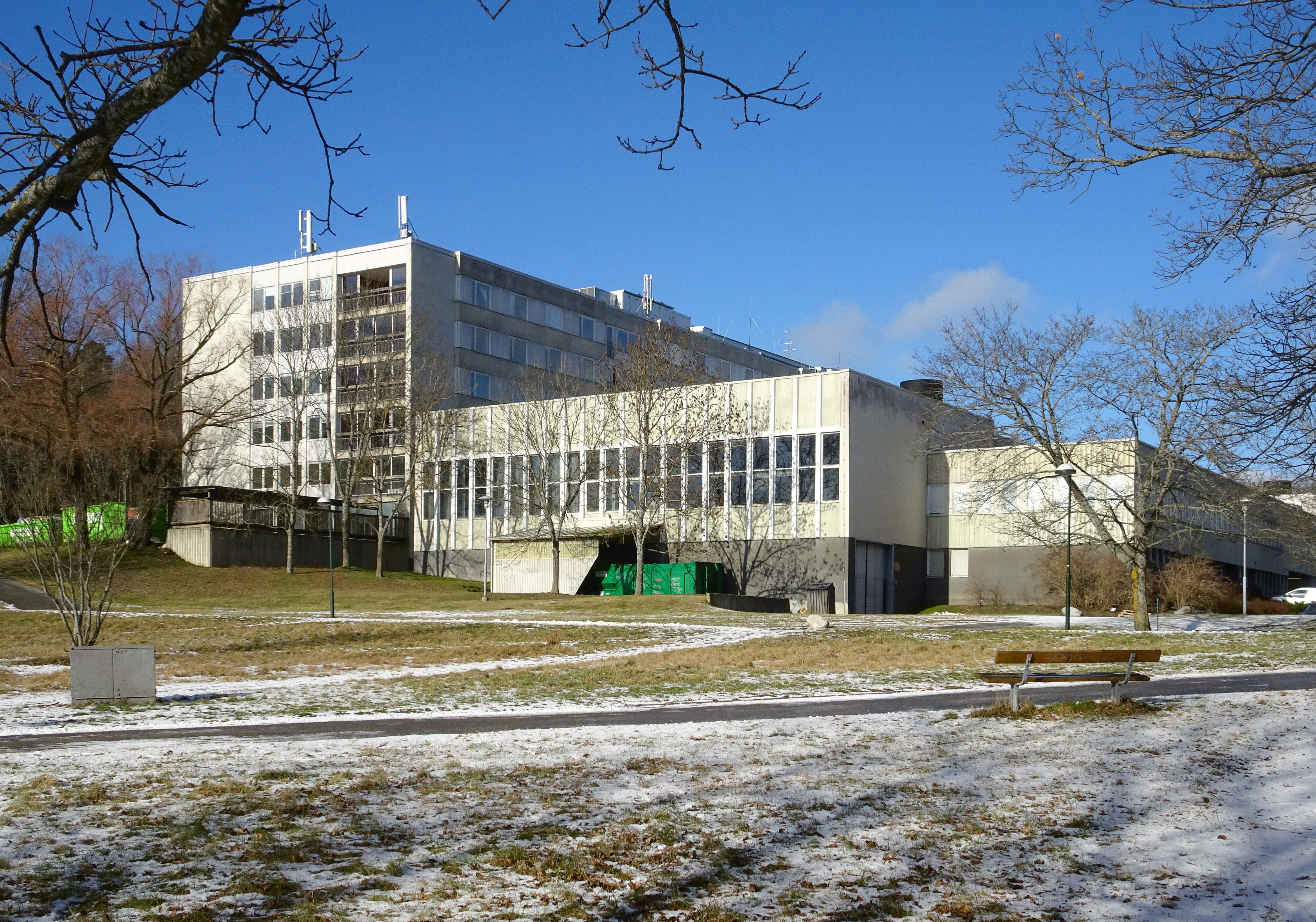
Före detta Vårbergs sjukhem.
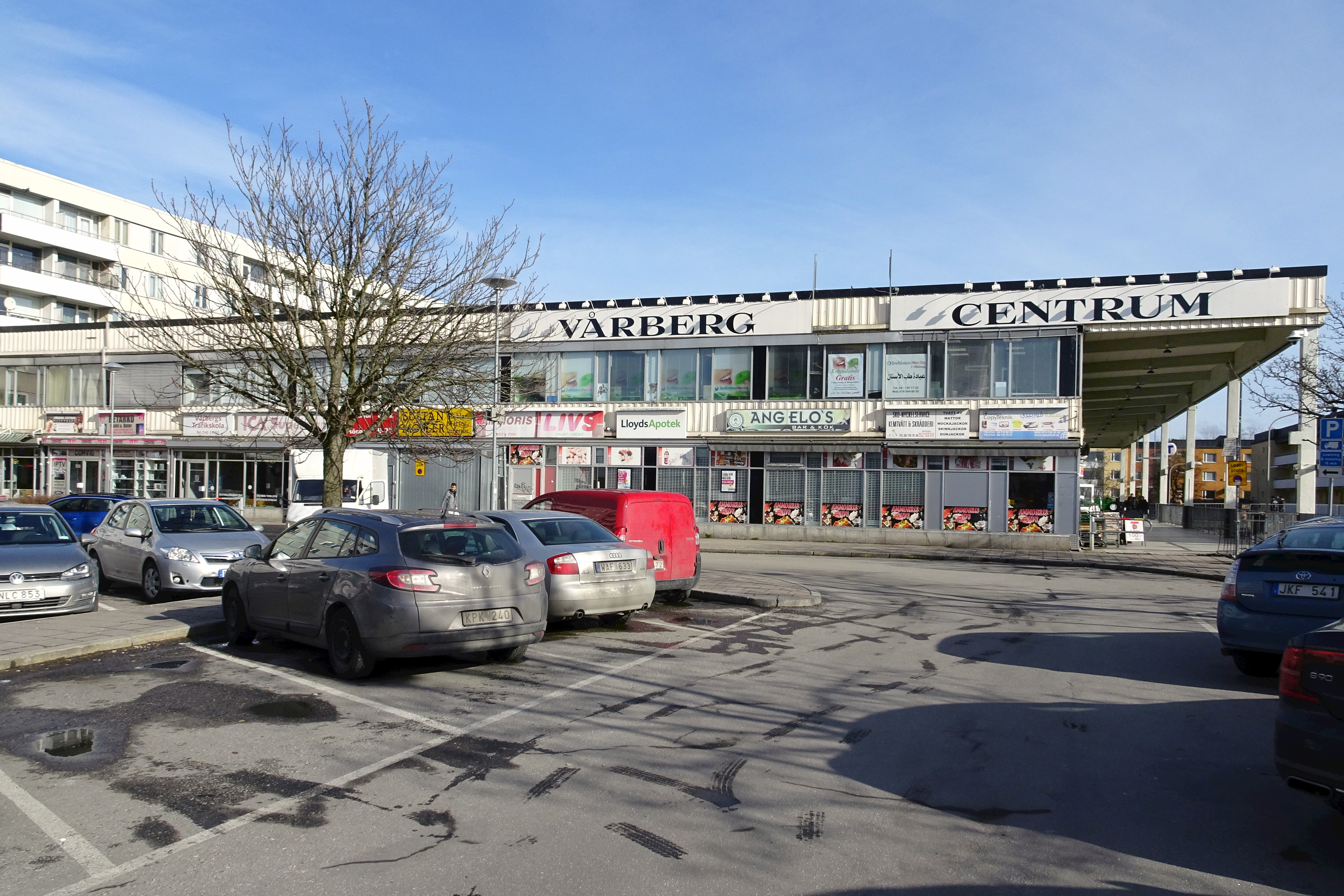
Vårberg centrum.
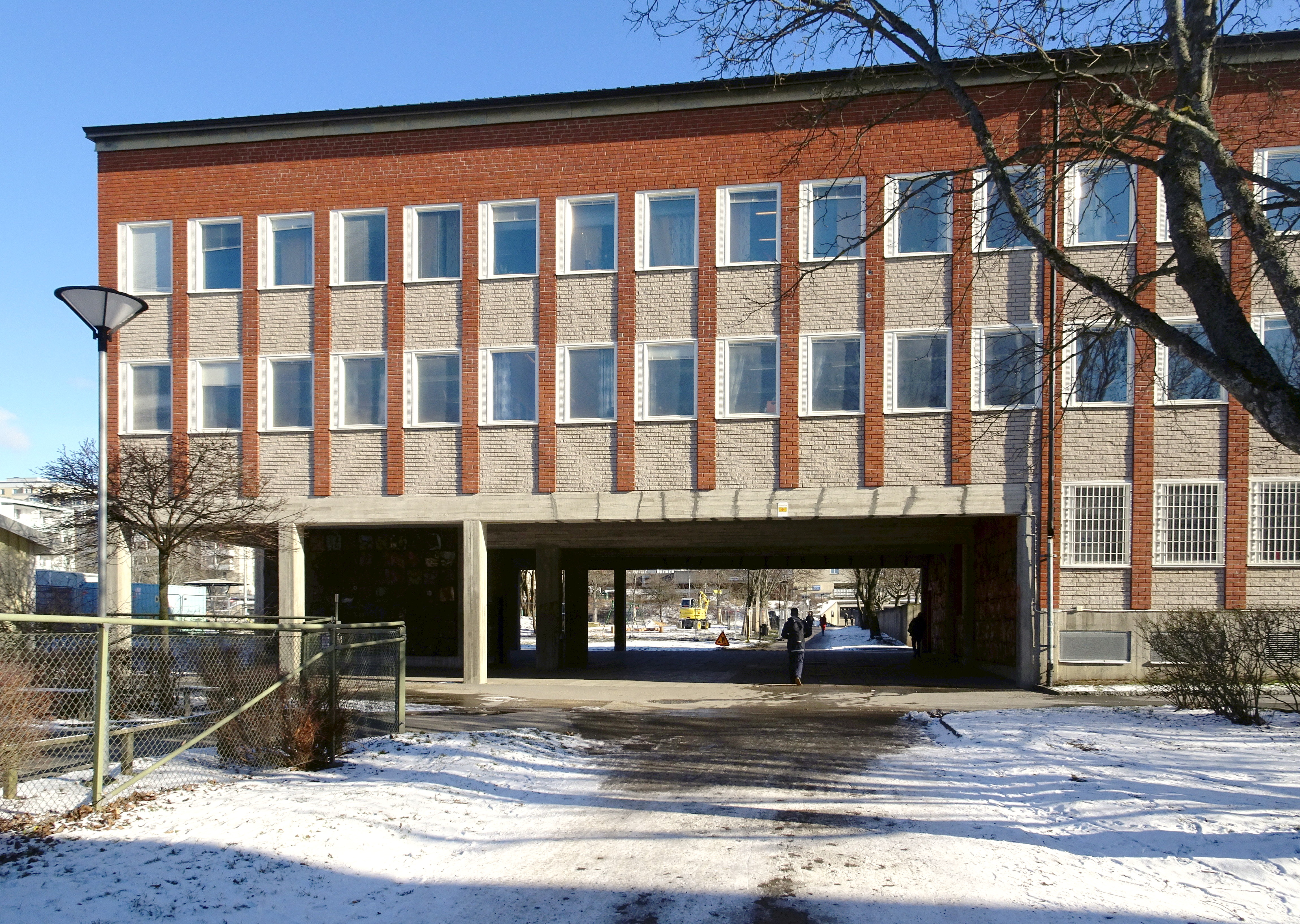
Alla Nationers Fria Skola (f.d. Vårbergsskolan).
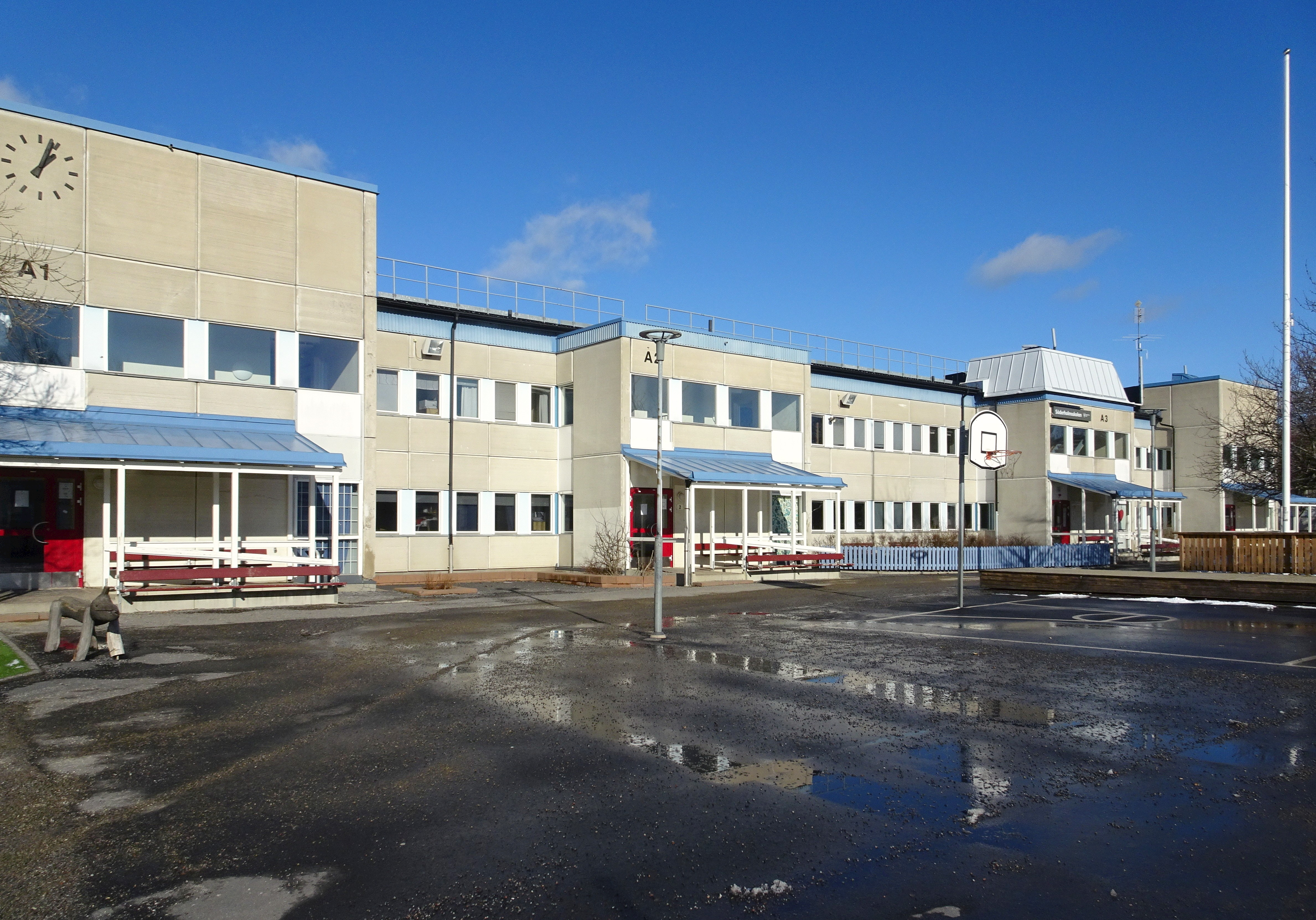
Söderholmsskolan.
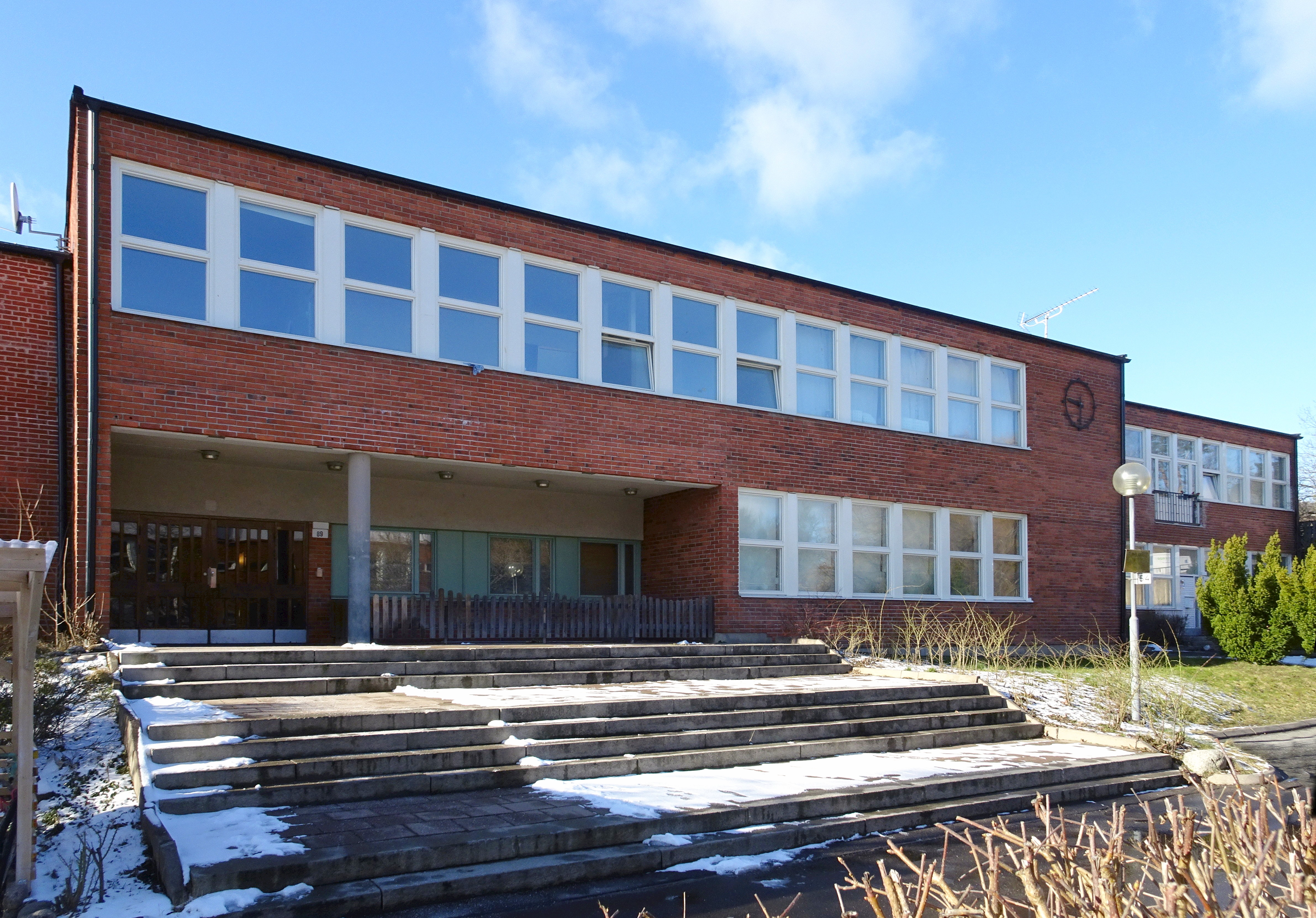
Före detta Storholmsskolan.

Bostadshus och villor
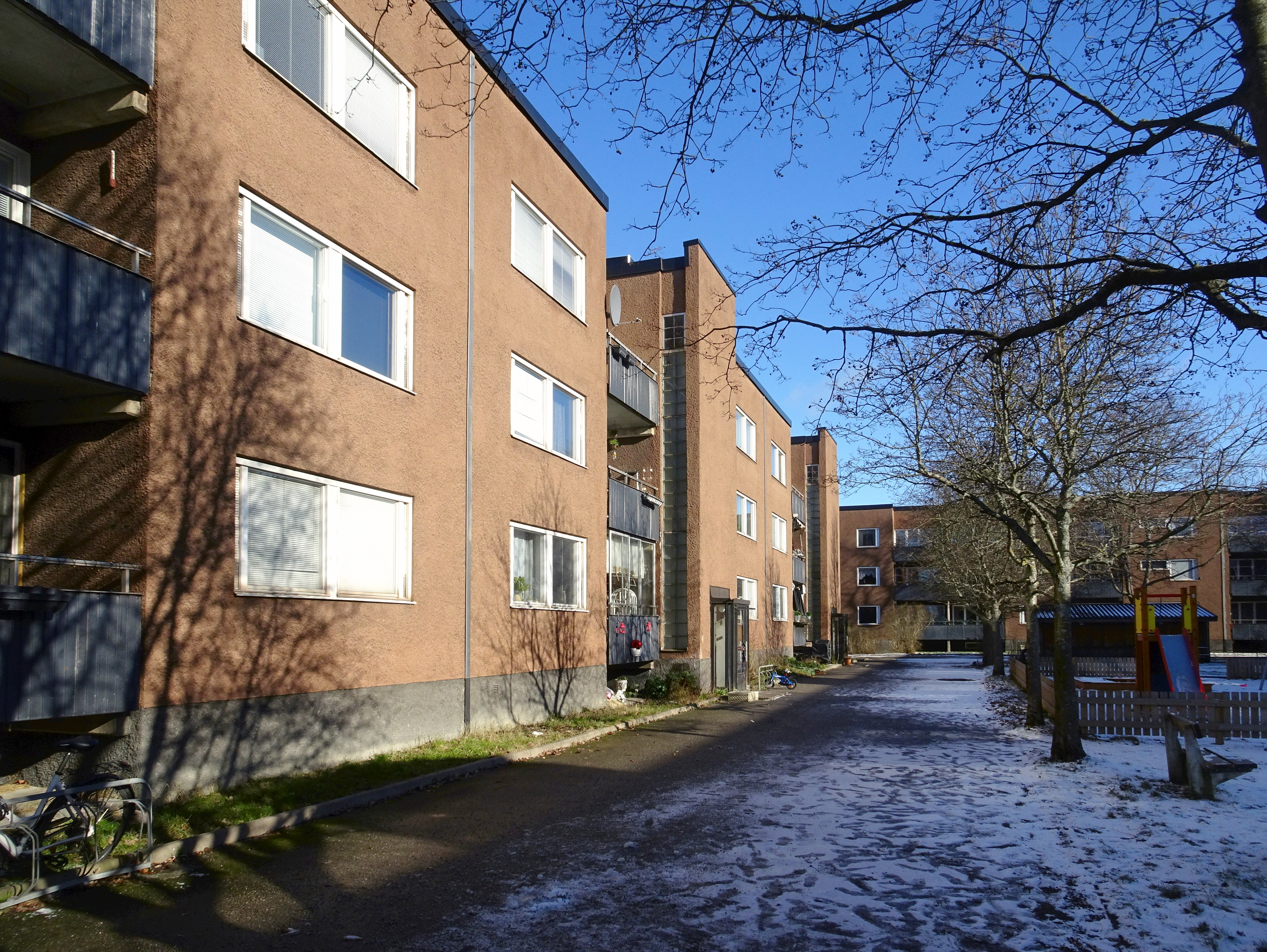
Kvarteret Bergholmen, Rönnholmsgränd.
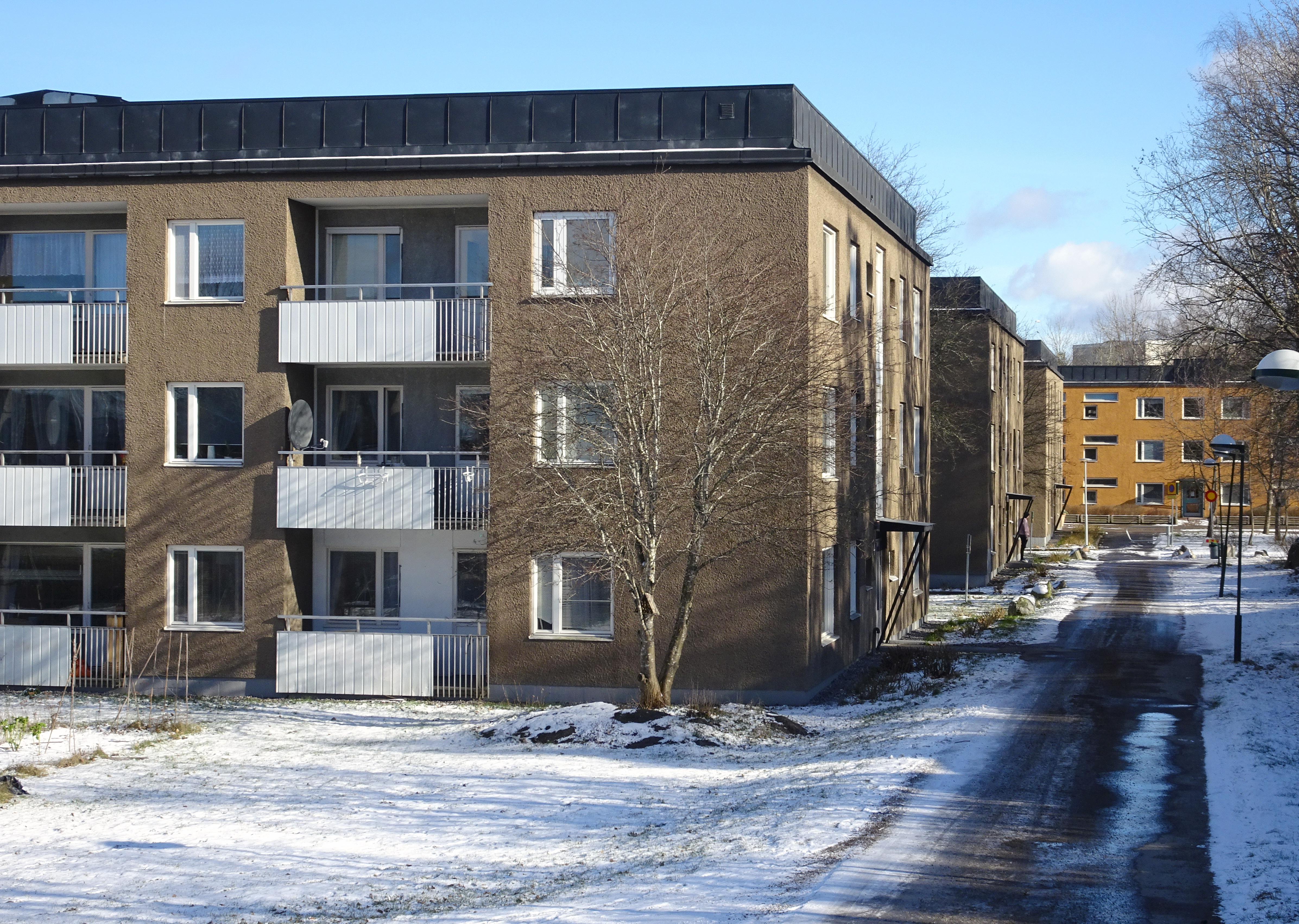
Kvarteret Jungfruholmen, Vårbergsplan.
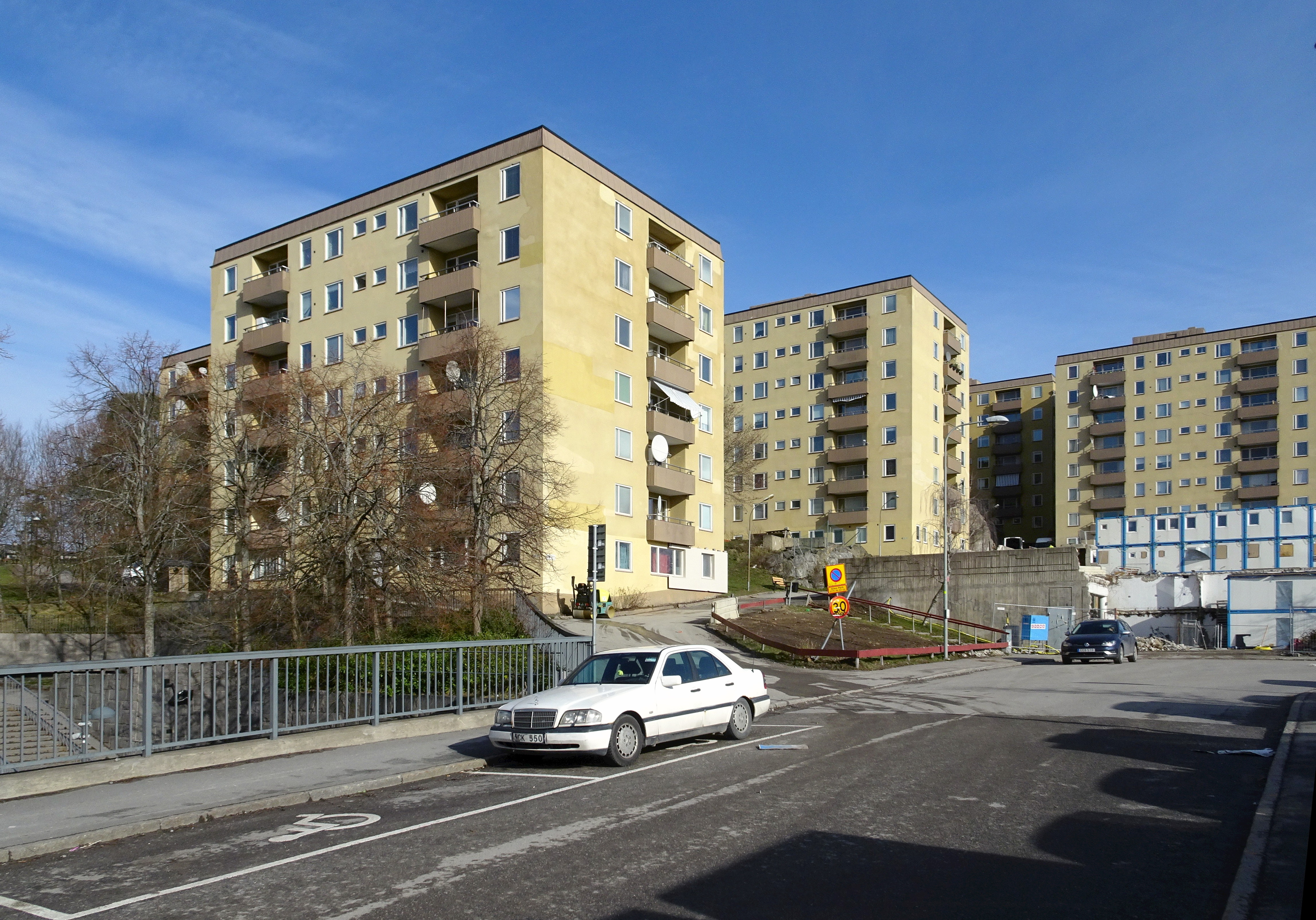
Kvarteret Hemholmen, Fjäderholmsgränd.
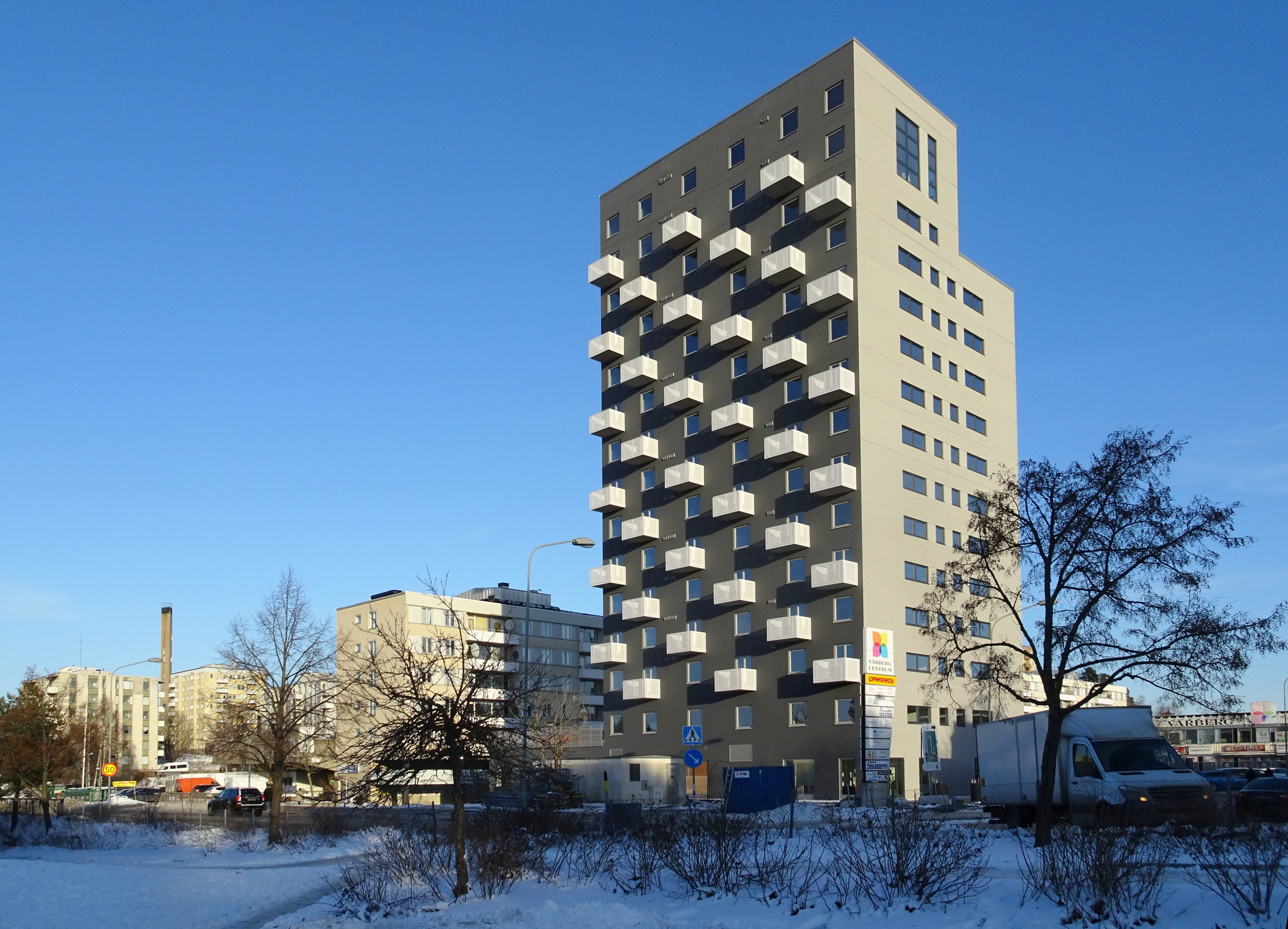
Höghus från 2017 vid Vårberg centrum.
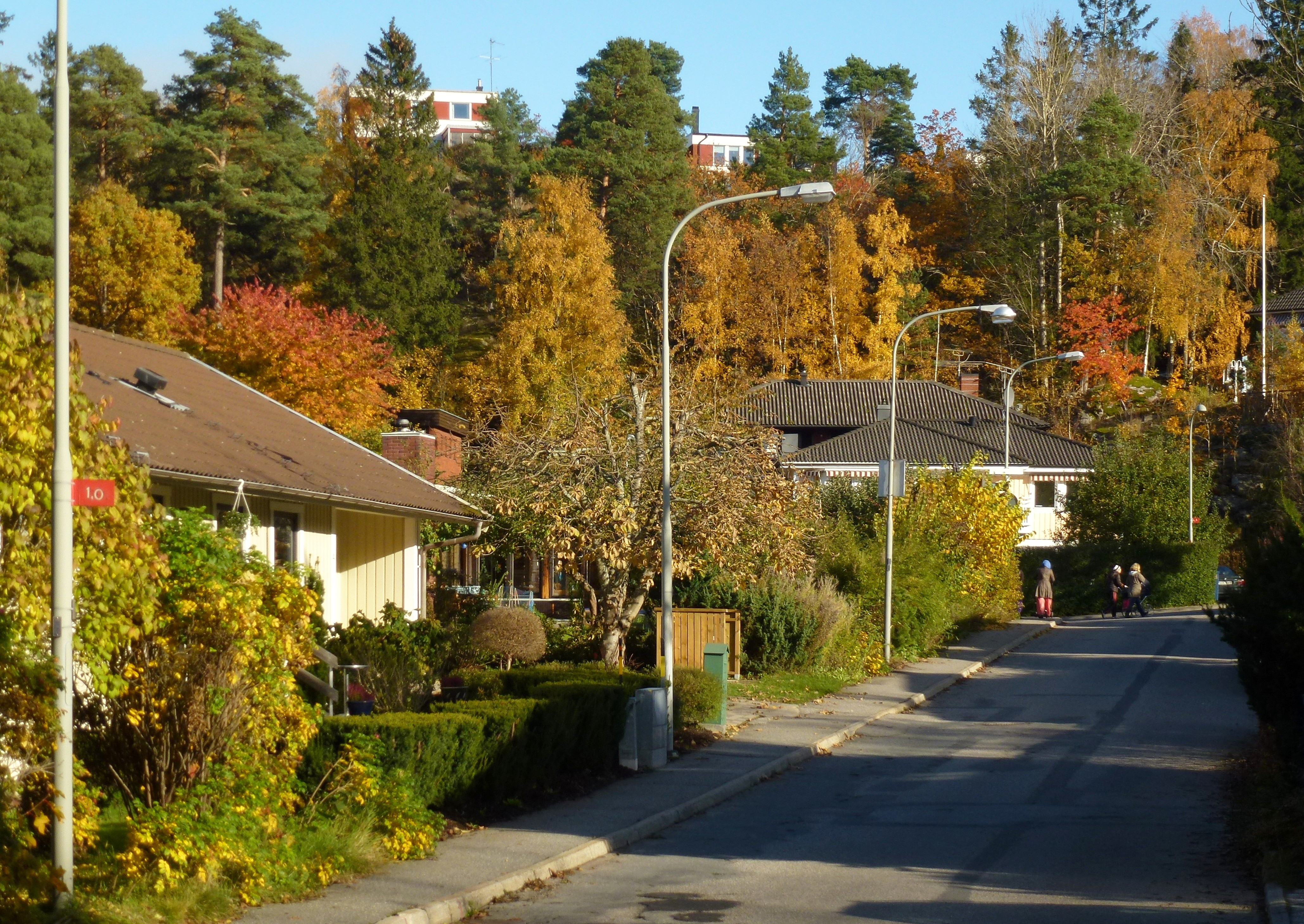
Villor från 1970- och 1980-talen vid Petersens väg.

## Demografi

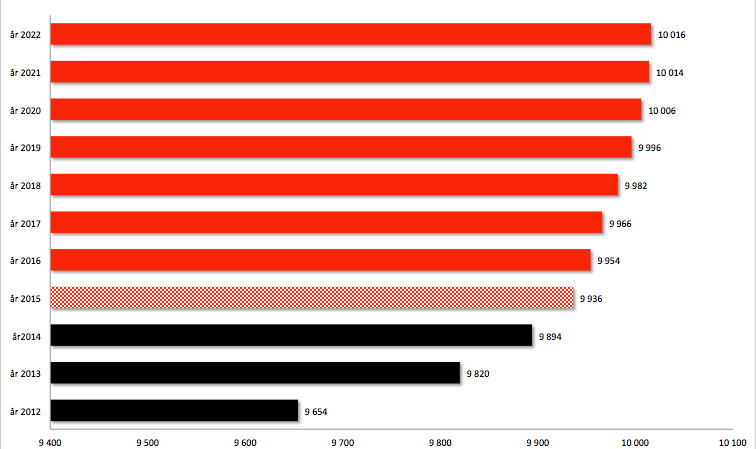
Vårbergs befolkningsutveckling

Den 31 december 2022 hade stadsdelen cirka 10 270 invånare, varav cirka 74,9% med utländsk bakgrund.

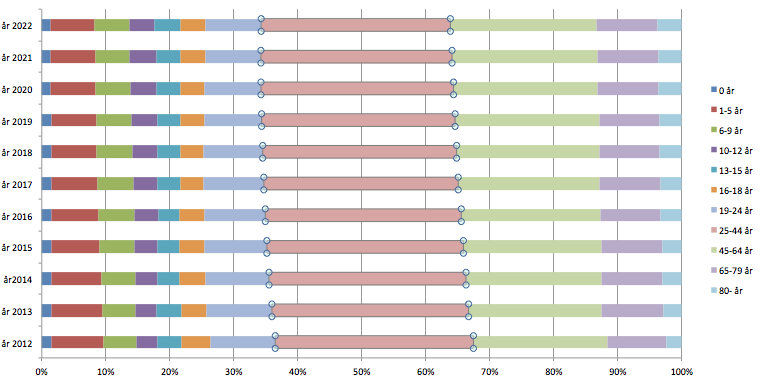